# Midleton Very Rare
Midleton Very Rare é uma marca escocesa de uísque produzido pela Irish distillers, pertencente à Pernod Ricard.